# Гололедица

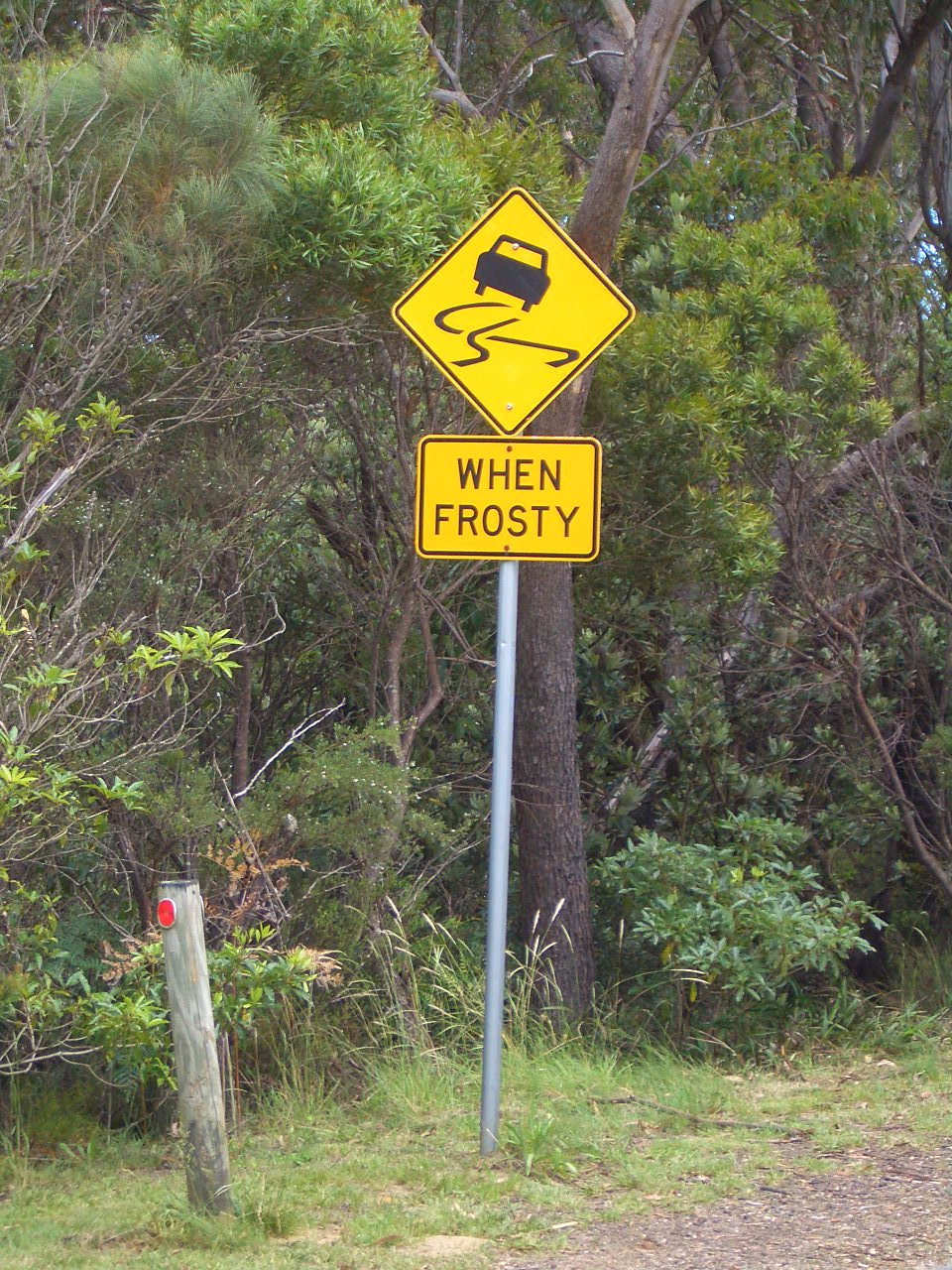
В субтропической Австралии гололедица случается только в горных районах.

Гололе́дица — слой бугристого льда (ледяная корка) или обледеневшего снега, образующийся на поверхности земли вследствие замерзания талой воды, когда после оттепели происходит понижение температуры воздуха и почвы (переход к отрицательным значениям температуры).
В отличие от гололёда, гололедица наблюдается только на земной поверхности, чаще всего на дорогах, тротуарах и тропинках. Сохранение образовавшейся гололедицы может продолжаться много дней подряд, пока она не будет покрыта сверху свежевыпавшим снежным покровом, смыта дождём, или не растает полностью в результате интенсивного повышения температуры воздуха и почвы.
В сельском хозяйстве гололедица может наносить существенный ущерб, так как вызывает выпревание озимых посевов.

## Меры борьбы c гололедицей на дорогах

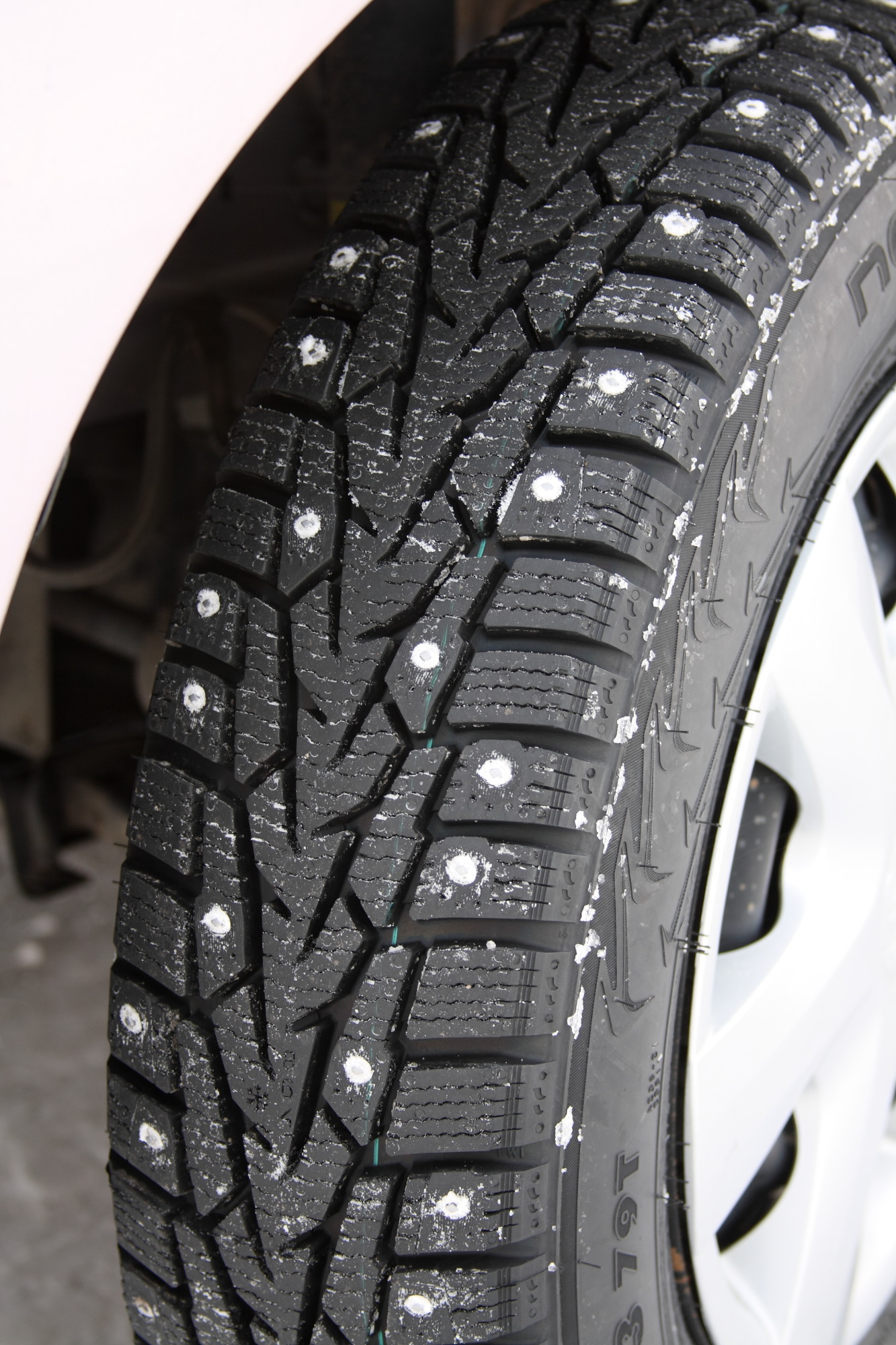
шипованные шины помогают при гололедице

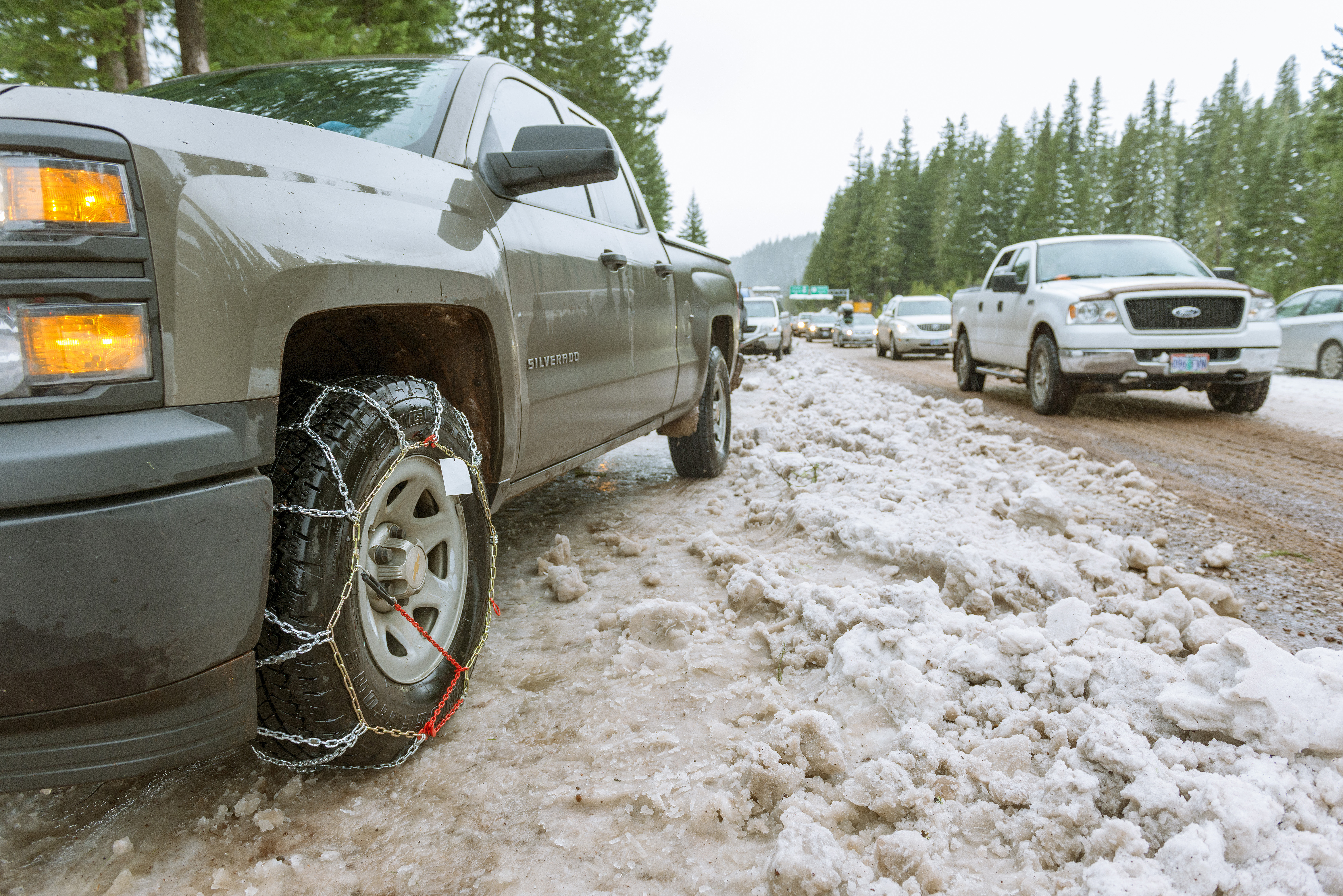
цепи противоскольжения помогут при гололедице

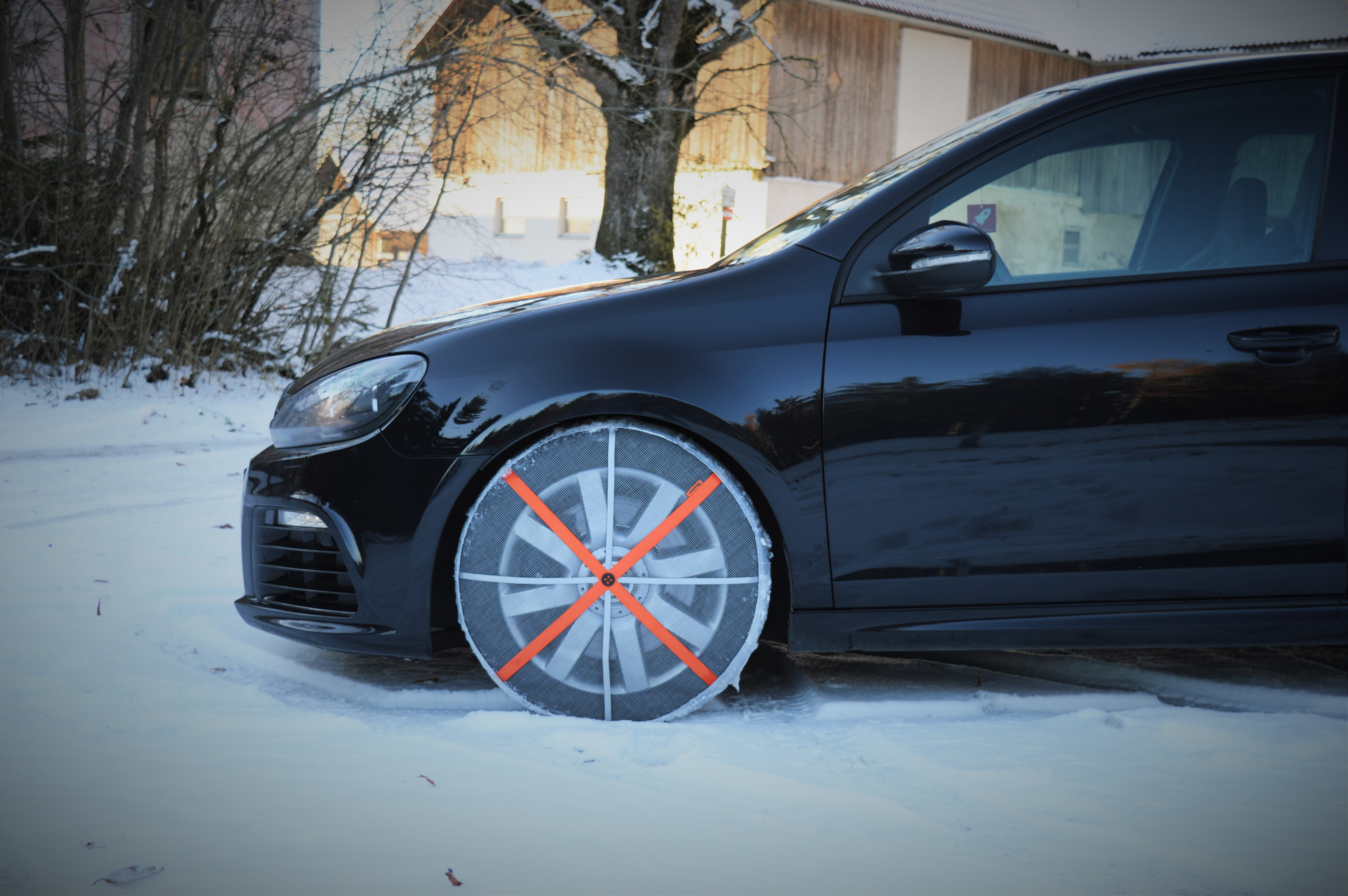
автомобильные носки противоскольжения — аналог цепям

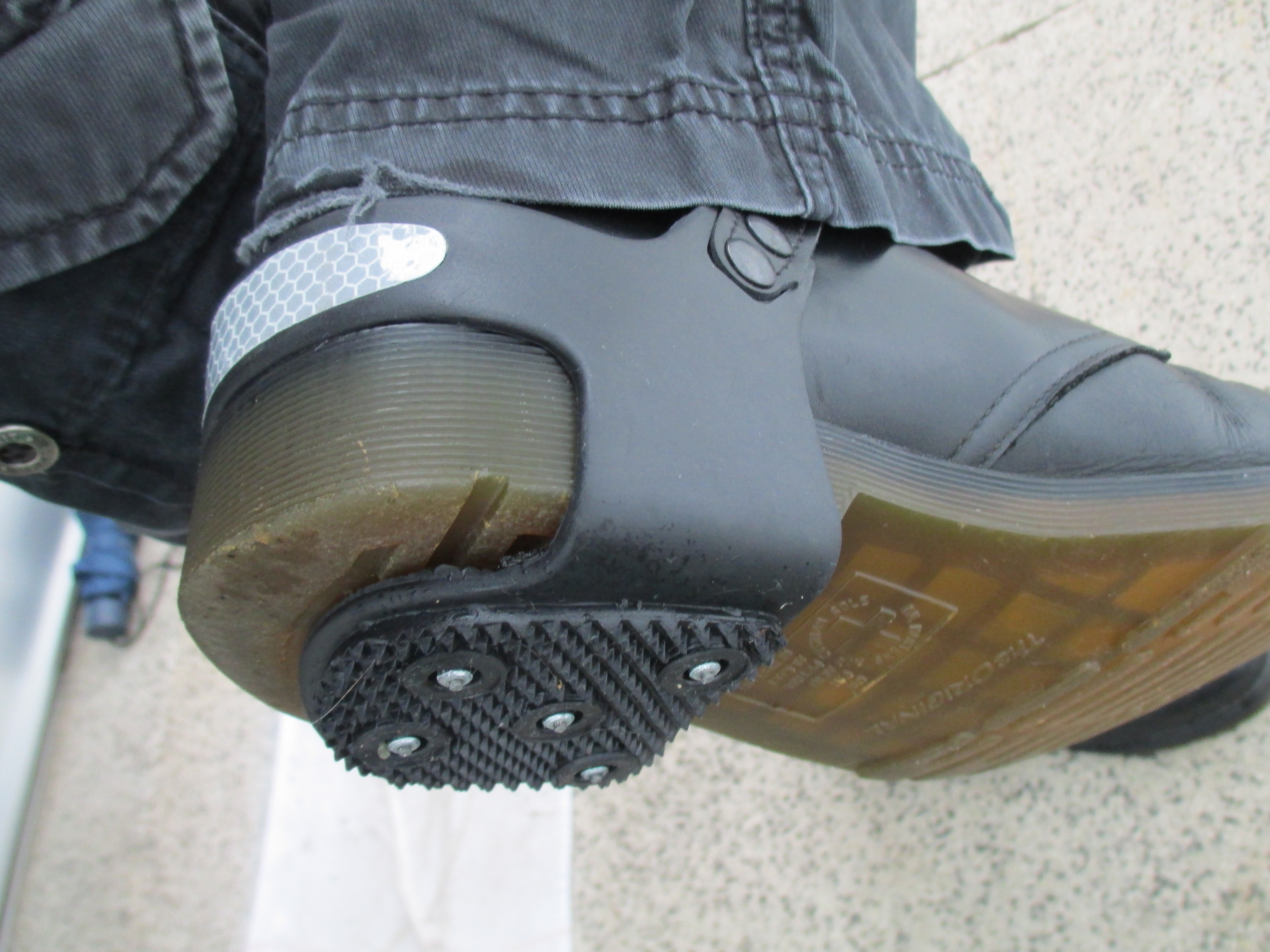
накладка на обувь с шипами

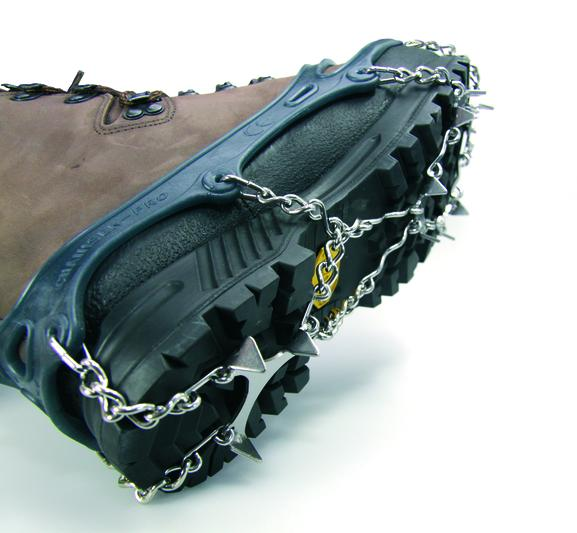
цепи противоскольжения на обувь

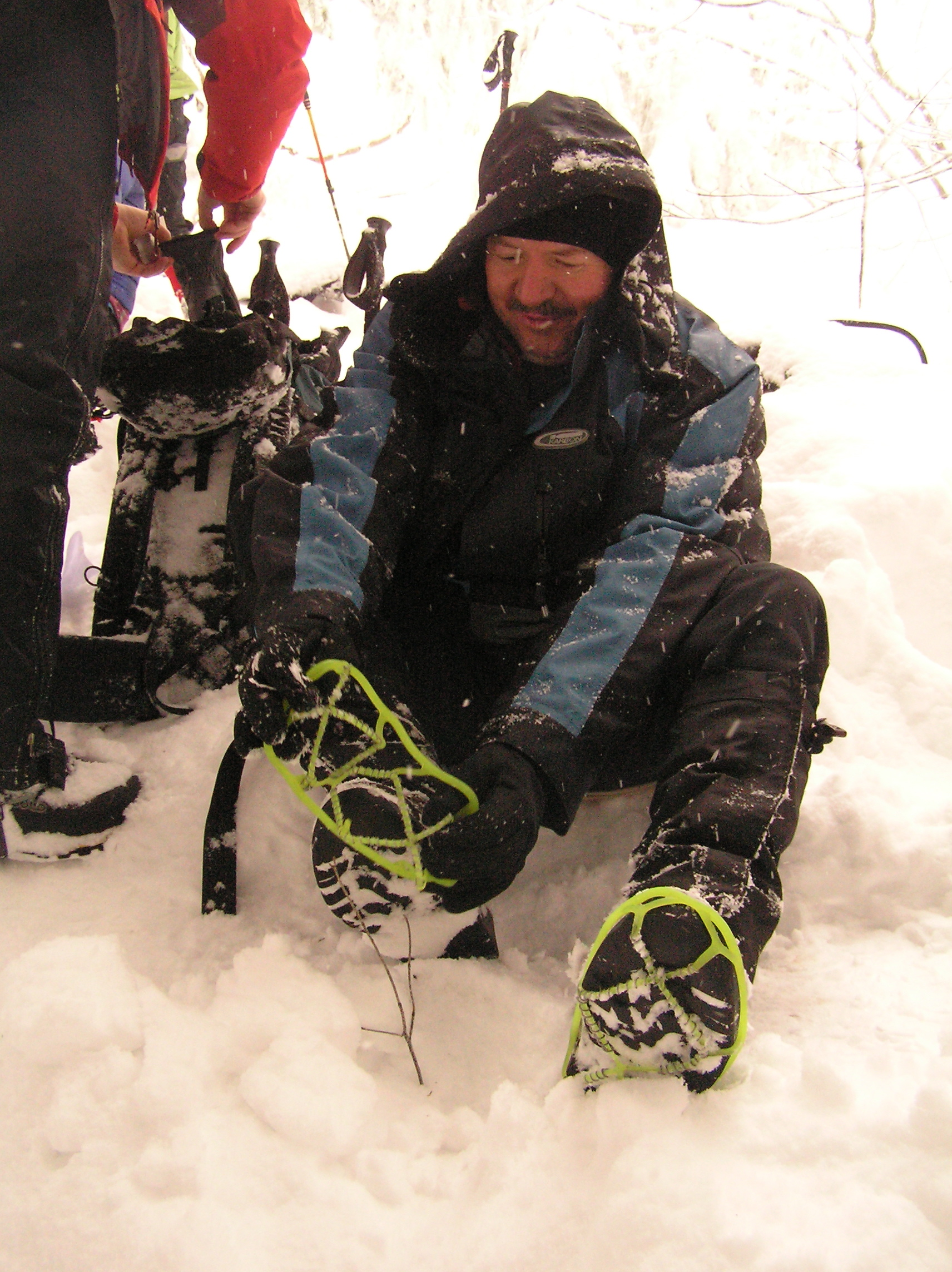
ледоступы (насадки на обувь для хождения по льду)

Для уборки снeга и льда применяют тpи реагента — хлорид натрия (поваренная соль, техническая соль), хлорид магния (бишoфит) и хлорид кальция (галит), чтобы было меньше вреда для автомобилей применяют водяной солевой раствор (рассол), растворенная соль и вода быстрее действуют, чем сухая соль, большая концентрация соли не даёт образоваться льду. Соль эффективна при температуре до −18 °C, если температура ниже нужно применять хлорид магния или хлорид кальция. Но, соль вызывает коррозию металла (автомобили, железные мосты, столбы), сокращает срок службы обуви, плохо влияет на лапы животных (собаки, кошки), сильно засоляет почву возле дороги. Экологически чистый и безвредный способ это использовать песок, гранитную и мраморную крошку, угольную золу, мелкий щебень и т. д.

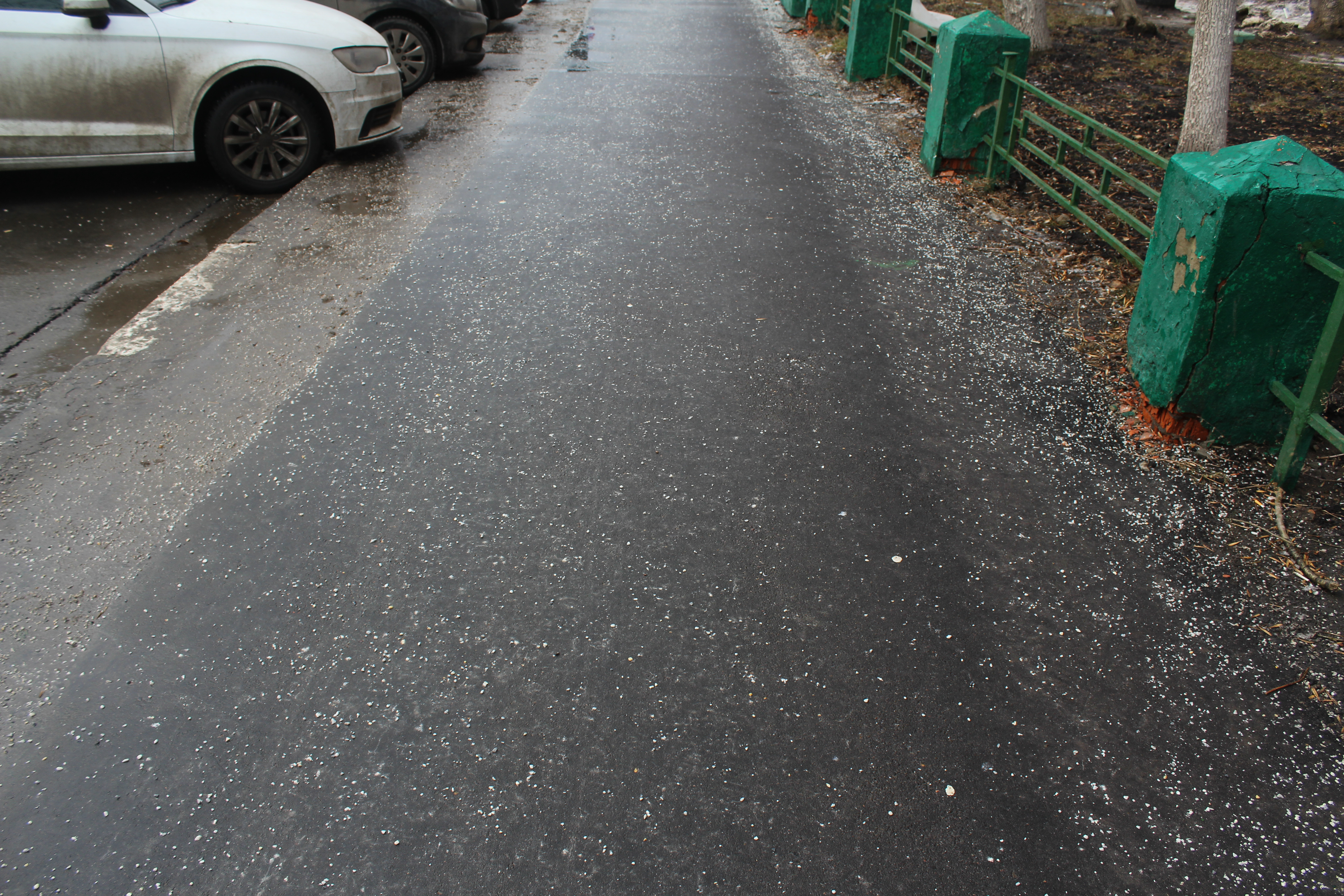
Противолёдный реагент на тротуаре в Москве

В Европе, Америке, а с 2002 года и в России (в Москве) применяют другие виды реагентов. В течение 2000-х годов власти Москвы перепробовали большое количество различных ПГР, и продолжают экспериментировать. В то же время в городах с более низкими температурами в холодное время года противогололёдные реагенты теряют свою эффективность, поэтому дороги посыпаются песком либо песко-соляной смесью. В целом же в стране весьма развит рынок противогололёдных реагентов.